# Blood Creek
Blood Creek – kanadyjski horror z 2006 roku. Wydany ogólnoświatowo na rynku DVD, w Polsce zaprezentowany został z kolei wyłącznie widzom telewizyjnym − jego premierowej emisji podjęła się stacja TVN 7 dnia 18 lutego 2010 r.
Zdjęcia do filmu powstawały w Caledon, w prowincji Ontario.

## Opis fabuły
Według pewnego popularnego czasopisma, pięćdziesiątym ósmym najstraszniejszym miejscem na świecie jest stodoła Ashbrooke'ów w prowincjonalnym miasteczku Blood Creek. Jak mówi lokalna legenda, jeśli w owej stodole oraz położonym w sąsiedztwie domostwie wykona się szereg rytuałów, można na własne oczy ujrzeć ducha Zeke'a Ashbrooka − farmera, który odebrał sobie życie − oraz jego żony i dzieci. Jeśliby wierzyć pogłoskom, żonę samobójcy, Czarną Panią, spotkać można w lasach Blood Creek. Grupa nastolatków biwakujących w okolicy postanawia odwiedzić posępny teren.

## Obsada
- Angelica Montesano − Lara
- Ryan Tonkin − Kyle
- David Dineen-Porter − James
- Ashley Morris − Sheryl
- Perry Mucci − Dickie
- Rosanna Grelo − Kimmy
- Scott Cameron − Eric
- Maggie McDonald − Czarna Pani